# 加藤裕月
加藤 裕月（かとう ゆつき、1983年(昭和58年)4月14日 - ）は、日本の女優。桜美林大学卒業。大阪府出身。GURRE所属。
バスト81cm、ウエスト58cm、ヒップ85cm。靴のサイズは24cm。

## 出演

### テレビドラマ
- 大河ドラマ 平清盛 第4回（NHK総合）
- 聖なる怪物たち 第3話（TBS）
- 俺の空 刑事編 第4話（TBS）
- 名探偵コナン 工藤新一への挑戦状 第11話（日本テレビ）
- ナサケの女〜国税局査察官〜 第3話（テレビ朝日）
- ノイタミナ もやしもん（フジテレビ） - レギュラー
- 新・警視庁捜査一課9係season2 第6話（テレビ朝日） - 大橋彩役
- ミッドナイトドラマ 豆腐姉妹 第2話（WOWOW）
- 離婚同居 第4話（NHK総合）
- ゲゲゲの女房 第1週（NHK総合）
- ドラマスペシャル 新幹線ガール（日本テレビ）
- サンシャイン デイズ（テレビ神奈川）
- 花嫁とパパ 第11話（フジテレビ）
- 美味學院 第5話（テレビ東京）

### 映画
- ALWAYS 三丁目の夕日'64
- 恋の罪
- ロストクライム -閃光- - 真弓役
- 刺青 背負う女 - 栞役
- ブーケガルニ - "ゼロ年代全景" シリーズ
- FROG - "ゼロ年代全景" シリーズ
- 茜さす部屋 - "ゼロ年代全景" シリーズ